# Società Sportiva Pescara 1942-1943
Questa voce raccoglie le informazioni riguardanti la Società Sportiva Pescara  nelle competizioni ufficiali della stagione 1942-1943.

## Stagione
Nella stagione 1942-1943 il Pescara disputa il 14° campionato di Serie B, si è trattato di un torneo disputato nonostante la guerra, con 31 punti ha colto il nono posto finale. Allenata dal confermato tecnico Luigi Ferrero la squadra abruzzese parte male, con tre sconfitte di fila, poi cresce e disputa un discreto campionato. Un torneo come detto, condizionato pesantemente dall'intensificarsi delle attività belliche. Il Palermo di fatto disputa correttamente solo il girone di andata, più alcune gare del girone di ritorno, prima di essere escluso d'autorità dalla Federazione, per l'imminente sbarco degli alleati in Sicilia, che non permetteva gli spostamenti necessari. Tutte le sue gare sono state poi annullate. Il torneo ha promosso in Serie A il Modena ed il Brescia, mentre il Napoli ha perso la promozione per due punti. Al termine del torneo, le quattro retrocessioni di Palermo, Savona, Novara e Udinese, sono state annullate. Nella Coppa Italia il Pescara viene eliminato nei sedicesimi di finale dall'Udinese, che il 20 settembre si è imposto (2-1) a Udine, dopo i tempi supplementari. Due i giocatori biancoazzurri giunti in doppia cifra tra i marcatori del torneo cadetto: il pescarese Carlo Guarnieri che ha firmato 11 reti, e il teramano Berardo Lanciaprima autore di 10 centri.

## Rosa
| N. |                   | Ruolo | Calciatore          |
| -- | ----------------- | ----- | ------------------- |
|    | Italia (bandiera) | D     | Aldo Brandimarte    |
|    | Italia (bandiera) | C     | Mario Brandimarte   |
|    | Italia (bandiera) | C     | Remo Chiulli        |
|    | Italia (bandiera) | A     | Nino Costantini     |
|    | Italia (bandiera) | C     | Armando Creziato    |
|    | Italia (bandiera) | C     | Araldo D’Amico      |
|    | Italia (bandiera) | C     | Alfredo De Angelis  |
|    | Italia (bandiera) | C     | Candido Di Leandro  |
|    | Italia (bandiera) | C     | Riccardo Di Santo   |
|    | Italia (bandiera) | D     | Giannino Di Teodoro |
|    | Italia (bandiera) | A     | Antonio Giorgetti   |

| N. |                   | Ruolo | Calciatore          |
| -- | ----------------- | ----- | ------------------- |
|    | Italia (bandiera) | A     | Carlo Guarnieri     |
|    | Italia (bandiera) | D     | Bernardo La Galla   |
|    | Italia (bandiera) | A     | Berardo Lanciaprima |
|    | Italia (bandiera) | D     | Nunzio Maddalena    |
|    | Italia (bandiera) | C     | Edmondo Maturo      |
|    | Italia (bandiera) | P     | Pietro Miglio       |
|    | Italia (bandiera) | D     | Ostavo Mincarelli   |
|    | Italia (bandiera) | C     | Gino Piccinini      |
|    | Italia (bandiera) | C     | Alfredo Romagnoli   |
|    | Italia (bandiera) | A     | Mario Tontodonati   |
|    | Italia (bandiera) | C     | Bruno Ventura       |

## Risultati

### Serie B

#### Girone di Andata
| Arbitro: | F. Bianchi (Firenze) |

|                                             |           |  |
| U. Guarnieri 18’ Formentin 54’ G. Conti 74’ | Marcatori |  |

| Arbitro: | Tonnetti (Roma) |

|  |           |                    |
|  | Marcatori | 4’, 50’, 57’ Costa |

| Arbitro: | Codeluppi (Lodi) |

|                             |           |                      |
| Ratti 53’ (rig.) Romani 80’ | Marcatori | 22’ (rig.) Romagnoli |

| Arbitro: | Scotti (Taranto) |

|                 |           |                |
| Tontodonati 28’ | Marcatori | 18’ Re Dionigi |

| Arbitro: | Gamba (Napoli) |

|                                                    |           |               |
| Banfi 9’, 48’ Zironi 19’ Bulgarelli 42’ Ottino 88’ | Marcatori | 60’ Piccinini |

| Arbitro: | Colonna (Bari) |

|                                                                            |           |  |
| Tontodonati 15’, 44’ C. Guarnieri 60’ Lanciaprima 73’ Romagnoli 76’ (rig.) | Marcatori |  |

| Arbitro: | Buratti (Milano) |

|           |           |                  |
| Baira 82’ | Marcatori | 41’ C. Guarnieri |

| Arbitro: | Vannini (Bologna) |

|  |           |                      |
|  | Marcatori | 2’ (aut.) De Angelis |

| Arbitro: | L. Bernardi (Savona) |

|                                 |           |                 |
| Paolini 62’ Barbon 68’ Vigo 81’ | Marcatori | 20’ Lanciaprima |

| Arbitro: | Dellarole (Roma) |

|                                   |           |            |
| Lanciaprima 10’, 19’ Creziato 79’ | Marcatori | 50’ Busani |

| Arbitro: | Colonna (Bari) |

|            |           |  |
| Maturo 83’ | Marcatori |  |

| Arbitro: | Francini (Viareggio) |

|                   |           |                      |
| Galletti 55’, 68’ | Marcatori | 75’ (rig.) Romagnoli |

| Arbitro: | Canavesio (Torino) |

|                                  |           |                                   |
| C. Guarnieri 41’ Lanciaprima 66’ | Marcatori | 74’ Salati 86’ (rig.) Clocchiatti |

| Arbitro: | Mondani (Milano) |

|                        |           |  |
| Polak 18’ Ulivieri 71’ | Marcatori |  |

| Arbitro: | Malingher (Roma) |

|                 |           |  |
| Tozi 21’ (rig.) | Marcatori |  |

| Arbitro: | Colonna (Bari) |

|                                                           |           |               |
| C. Guarnieri 7’ Maturo 9’ Lanciaprima 29’ Tontodonati 76’ | Marcatori | 25’ Bandirali |

| Arbitro: | Bertone (Torre Annunziata) |

|              |           |                                    |
| L. Rossi 36’ | Marcatori | 60’ (aut.) Manfredini 87’ Creziato |

#### Girone di ritorno
| Arbitro: | Zilli (Reggio Emilia) |

|                                                     |           |  |
| C. Guarnieri 4’ Romagnoli 23’ Mincarelli 32’ (rig.) | Marcatori |  |

| Arbitro: | Camiolo (Roma) |

|           |           |                  |
| Borra 83’ | Marcatori | 88’ C. Guarnieri |

| Arbitro: | Barion (Bologna) |

|                                            |           |                            |
| Tontodonati 8’ Maturo 25’ C. Guarnieri 30’ | Marcatori | 20’ Trevisani 32’ E. Conti |

| Arbitro: | Cambi (Livorno) |

|                                                     |           |                 |
| Re Dionigi 15’ Albini 23’ (rig.) Mariani 59’ (rig.) | Marcatori | 7’ C. Guarnieri |

| Pescara 28 febbraio 1943 22ª giornata | Pescara        | 0 – 0 | Modena | Stadio Rampigna\| Arbitro: \| Camiolo (Roma) \| |
| Arbitro:                              | Camiolo (Roma) |       |        |                                                 |

| Alessandria 7 marzo 1943 23ª giornata | Alessandria    | 0 – 0 | Pescara | Stadio del Littorio\| Arbitro: \| Sorbi (Genova) \| |
| Arbitro:                              | Sorbi (Genova) |       |         |                                                     |

| Arbitro: | Albanese (Taranto) |

|                 |           |                                              |
| Tontodonati 22’ | Marcatori | 13’, 38’ Vaglio 19’ Toso 76’ (rig.) C. Villa |

| Busto Arsizio 21 marzo 1943 25ª giornata | Pro Patria       | 0 – 0 | Pescara | Stadio Bruno Mussolini\| Arbitro: \| Tassini (Verona) \| |
| Arbitro:                                 | Tassini (Verona) |       |         |                                                          |

| Arbitro: | Scotti (Taranto) |

|                |           |              |
| Lanciaprima 8’ | Marcatori | 38’ Grillone |

| Arbitro: | Malingher (Roma) |

|                                                 |           |  |
| Cadregari 28’ Venditto 66’ Busani 80’ Viani 85’ | Marcatori |  |

| Arbitro: | Zelocchi (Modena) |

|               |           |                                                               |
| Fumagalli 28’ | Marcatori | 30’ Creziato 65’ Lanciaprima 70’ C. Guarnieri 72’ Tontodonati |

| Arbitro: | Barion (Bologna) |

|                                             |           |              |
| C. Guarnieri 48’ Maturo 50’ Lanciaprima 68’ | Marcatori | 46’ Barsanti |

| Arbitro: | F. Bianchi (Firenze) |

|  |           |                 |
|  | Marcatori | 59’ Lanciaprima |

| Arbitro: | G. Bernardi (Bologna) |

|                              |           |  |
| D'Amico 12’ C. Guarnieri 79’ | Marcatori |  |

| 23 maggio 1943 32ª giornata | Pescara | – Gara non disputata per l'esclusione del Palermo dal torneo. | Palermo-Juventina |  |

| Arbitro: | Goracci (Firenze) |

|                                          |           |  |
| Capra 55’, 89’ Gallanti 61’ Galbiati 69’ | Marcatori |  |

| Arbitro: | Scotto (Savona) |

|            |           |            |
| Maturo 47’ | Marcatori | 69’ Pisani |

### Coppa Italia

#### Sedicesimi di finale
| Arbitro: | Poggipollini (Ferrara) |

|                               |           |               |
| Clocchiatti 20’ Mazzetti 118’ | Marcatori | 81’ Giorgetti |